# 59.ª edición de los Premios Grammy
La 59.ª edición de los Premios Grammy se llevó a cabo el 12 de febrero de 2017 en el Staples Center de Los Ángeles en California, en reconocimiento a las mejores grabaciones, composiciones y artistas del periodo de elegibilidad que comprendió desde el 1 de octubre de 2015 al 30 de septiembre de 2016. Las nominaciones fueron anunciadas el 6 de diciembre de 2016. La ceremonia de "pretransmisión" (oficialmente llamada La ceremonia de estreno) se llevó a cabo el mismo día antes de la ceremonia principal. James Corden fue el conductor de la ceremonia por primera vez.
La cantante británica Adele fue la gran ganadora de la ceremonia con cinco premios, incluyendo álbum del año por 25, grabación del año y canción del año por «Hello». Adele también se convirtió en la primera artista en la historia de los Grammys en ganar los tres premios generales (álbum del año, canción del año y grabación del año) dos veces, ganando previamente las tres categorías en 2012.

## Actuaciones
Fueron anunciados el 16 de enero.
- John Legend y Cynthia Erivo – "God Only Knows" (tributo en memoria de los músicos que murieron en el año pasado)[6]
- Metallica y Lady Gaga – "Moth into Flame"[5][7]
- Keith Urban y Carrie Underwood – "The Fighter"[5][8]
- Adele – "Hello" / "Fastlove" (tributo a George Michael)[9]
- Bruno Mars – "That's What I Like" / "Jungle Love, The Bird, Let's Go Crazy" (tributo a Prince)[10]
- A Tribe Called Quest y Anderson Paak[11]
- The Weeknd y Daft Punk – "Starboy" / "I Feel It Coming"
- Alicia Keys y Maren Morris – "Once"[12]
- Sturgill Simpson y The Dap-Kings – "All Around You
- Ed Sheeran - "Shape of You"
- William Bell y Gary Clark Jr. – "Born Under a Bad Sign"[13]
- Beyoncé – "Love Drought" / "Sandcastles"[14]
- Katy Perry y Skip Marley – "Chained to the Rhythm"[15]
- Little Big Town, Demi Lovato, Andra Day y Tori Kelly – (tributo a The Bee Gees)[16]
- Lukas Graham[16] y Kelsea Ballerini – "7 Years" / "Peter Pan"[16]
- Pentatonix – "ABC"

## Categorías generales

### Grabación del año
| Ganador/Receptor | Nominados | Ref.  |
| --- | --- | ----- |
| - «Hello» — Adele - Greg Kurstin, productores; Julian Burg, Tom Elmhirst, Greg Kurstin, Liam Nolan & Alex Pasco, ingenieros/mezcladores de audio; Tom Coyne & Randy Merrill, ingeniero de masterización | - «Formation» – Beyoncé - Beyoncé Knowles, Mike Will Made-It & Pluss, productor; Jaycen Joshua & Stuart White, ingenieros/mezcladores de audio; Dave Kutch, ingeniero de masterización - «7 Years» – Lukas Graham - Future Animals & Pilo, productores; Delbert Bowers, Sebastian Fogh, Stefan Forrest & David LaBrel, ingenieros/mezcladores de audio; Tom Coyne, ingeniero de masterización - «Work» – Rihanna con Drake - Boi-1da, productores; Noel "Gadget" Campbell, Kuk Harrell, Manny Marroquin, Noah "40" Shebib & Marcos Tovar, ingenieros/mezcladores de audio; Chris Gehringer, ingeniero de masterización - «Stressed Out» – Twenty One Pilots - Mike Elizondo & Tyler Joseph, productores; Neal Avron & Adam Hawkins, ingenieros/mezcladores de audio; Chris Gehringer, ingeniero de masterización | [ 3 ] |

### Álbum del año
| Ganador/Receptor | Nominados | Ref.  |
| --- | --- | ----- |
| - 25 – Adele - Danger Mouse, Samuel Dixon, Paul Epworth, Greg Kurstin, Max Martin, Ariel Rechtshaid, Shellback, The Smeezingtons & Ryan Tedder, productores; Julian Burg, Austen Jux Chandler, Cameron Craig, Samuel Dixon, Tom Elmhirst, Declan Gaffney, Serban Ghenea, John Hanes, Jan Holzner, Michael Ilbert, Chris Kasych, Greg Kurstin, Charles Moniz, Liam Nolan, Alex Pasco, Mike Piersante, Ariel Rechtshaid, Rich Rich, Dave Schiffman & Matt Wiggins, ingenieros/mezcladores de audio; Tom Coyne & Randy Merrill, ingeniero de masterización | - Lemonade – Beyoncé - James Blake, Kendrick Lamar, The Weeknd & Jack White, artistas invitados;Vincent Berry II, Ben Billions, James Blake, BOOTS, Jonny Coffer, Dannyboystyles, Michael Dean, Alex Delicata, Diplo, Derek Dixie, Kevin Garrett, Diana Gordon, HazeBanga, Hit-Boy, Just Blaze, King Henry, Beyoncé Knowles, Ezra Koenig, Jeremy McDonald, MeLo-X, Mike Will Made-It, Pluss & Jack White, productores;Mike Dean, Jaycen Joshua, Greg Koller, Tony Maserati, Lester Mendoza, Vance Powell, Joshua V. Smith & Stuart White, ingenieros/mezcladores de audio; Dave Kutch, ingeniero de masterización - Purpose – Justin Bieber - Big Sean, Diplo, Halsey, Travis Scott & Skrillex, artistas invitados; The Audibles, Axident, Justin Bieber, Big Taste, Benny Blanco, Blood, Jason "Poo Bear" Boyd, Scott "Scooter" Braun, Mike Dean, Diplo, Gladius, Nico Hartikainen, Mark "The Mogul" Jackson, Steve James, Ian Kirkpatrick, Maejor, MdL, Skrillex, Jeremy Snyder & @ S O U N D Z, productores; Simon Cohen, Diplo, Mark "Exit" Goodchild, Josh Gudwin, Jaycen Joshua, Manny Marroquin, Chris 'Tek' O'Ryan, Johannes Rassina, Gregg Rominiecki, Chris Sclafani, Skrillex, Dylan William & Andrew Wuepper, ingeniero/mezclador de audio; Tom Coyne & Randy Merrill, ingeniero de masterización - Views – Drake - Dvsn, Future, Kyla, PartyNextDoor, Rihanna & Wizkid, artistas invitados; Brian Alexander-Morgan, Axlfoliethc, Beat Bully, Boi-1Da, Cardo, Dwayne "Supa Dups" Chin-Quee, Daxz, DJ Dahi, Frank Dukes, Maneesh, Murda Beatz, Nineteen85, Ricci Riera, Allen Ritter, Noah "40" Shebib, Southside, Sevn Thomas, Jordan Ullman, Kanye West, Wizkid & Young Exclusive, productores; Noel Cadastre, Noel "Gadget" Campbell, Seth Firkins, David "Prep" Bijan Huges & Noah "40" Shebib, ingenieros/mezcladores de audio; Chris Athens, ingeniero de masterización - A Sailor's Guide to Earth – Sturgill Simpson - Sturgill Simpson, productores; JGeoff Allan, David Ferguson & Sean Sullivan, ingenieros/mezcladores de audio; Gavin Lurssen, ingeniero de masterización | [ 3 ] |

### Canción del año
| Ganador/Receptor                                              | Nominados | Ref.  |
| ------------------------------------------------------------- | --- | ----- |
| - «Hello» - Adele Adkins & Greg Kurstin, compositores (Adele) | - «Formation» - Khalif Brown, Asheton Hogan, Beyoncé Knowles & Michael L. Williams II, compositores (Beyoncé) - «I Took a Pill in Ibiza» - Mike Posner, compositores (Mike Posner) - «Love Yourself» - Justin Bieber, Benjamin Levin & Ed Sheeran, compositores (Justin Bieber) - «7 Years» - Lukas Forchhammer, Stefan Forrest, Morten Pilegaard & Morten Ristorp, compositores (Lukas Graham) | [ 3 ] |

### Mejor artista nuevo
| Ganador/Receptor    | Nominados                                                            | Ref.  |
| ------------------- | -------------------------------------------------------------------- | ----- |
| - Chance The Rapper | - Kelsea Ballerini - The Chainsmokers - Maren Morris - Anderson Paak | [ 3 ] |

## Categorías específicas

### Pop
Mejor interpretación pop solista
| Ganador/Receptor | Nominados |
| ---------------- | --- |
| «Hello» – Adele  | - «Hold Up» – Beyoncé - «Love Yourself» – Justin Bieber - «Piece By Piece (Idol Version)» – Kelly Clarkson - «Dangerous Woman» – Ariana Grande |

| Ganador/Receptor                   | Nominados |
| ---------------------------------- | --- |
| «Stressed Out» – Twenty One Pilots | - «Closer» – The Chainsmokers con Halsey - «7 Years» – Lukas Graham - «Work» – Rihanna con Drake - «Cheap Thrills» – Sia con Sean Paul |

Mejor álbum de pop tradicional
| Ganador/Receptor                                         | Nominados |
| -------------------------------------------------------- | --- |
| Summertime: Willie Nelson Sings Gershwin – Willie Nelson | - Cinema – Andrea Bocelli - Fallen Angels – Bob Dylan - Stages Live – Josh Groban - Encore: Movie Partners Sing Broadway – Barbra Streisand |

Mejor álbum de pop vocal
| Ganador/Receptor | Nominados |
| ---------------- | --- |
| 25 – Adele       | - Purpose – Justin Bieber - Dangerous Woman – Ariana Grande - Confident – Demi Lovato - This Is Acting – Sia |

### Dance/electrónica
Mejor grabación dance
| Ganador/Receptor                              | Nominados |
| --------------------------------------------- | --- |
| Don't Let Me Down — The Chainsmokers con Daya | - «Tearing me Up» — Bob Moses - «Never Be Like You» — Flume con Kai - «Rinse & Repeat» — Riton con Kah-Lo - «Drinkee» — Sofi Tukker |

Mejor álbum de dance/electrónica
| Ganador/Receptor | Nominados |
| ---------------- | --- |
| Skin — Flume     | - Electronica 1: The Time Machine — Jean-Michel Jarre - Epoch — Tycho - Barbara Barbara, We Face a Shining Future — Underworld - Louie Vega Starring…XXVIII — Louie Vega |

### Contemporáneo instrumental
Mejor álbum contemporáneo instrumental
| Ganador/Receptor             | Nominados |
| ---------------------------- | --- |
| Culcha Vulcha — Snarky Puppy | - Human Nature Herb Alpert - When You Wish upon a Star — Bill Frisell - Way Back Home: Live From Rochester, NY — Steve Gadd - Unspoken — Chuck Loeb |

### Rock
| Ganador/Receptor          | Nominados |
| ------------------------- | --- |
| «Blackstar» — David Bowie | - «Joe (Live From Austin City Limits)» — Alabama Shakes - «Don't Hurt Yourself » — Beyoncé con Jack White - «The Sounds of Silence» — Disturbed - «Heathens» — Twenty One Pilots |

Mejor interpretación de metal
| Ganador/Receptor      | Nominados                                                                                                  |
| --------------------- | --- |
| «Dystopia» — Megadeth | - «Shock Me» — Baroness - «Slivera» — Gojira - «Rotting in Vain» — Korn - «The Price is Wrong» — Periphery |

Mejor canción de rock
| Ganador/Receptor                                      | Nominados |
| ----------------------------------------------------- | --- |
| - «Blackstar» - David Bowie, compositor (David Bowie) | - «Burn the Witch» - Radiohead, compositores (Radiohead) - «Hardwired» - James Hetfield & Lars Ulrich, compositores (Metallica) - «Heathens» - Tyler Joseph, compositor (Twenty One Pilots) - «My Name Is Human» - Rich Meyer, Ryan Meyer & Johnny Stevens, compositores (Highly Suspect) |

Mejor álbum de rock
| Ganador/Receptor                       | Nominados                                                                                               |
| -------------------------------------- | --- |
| Tell Me I'm Pretty — Cage the Elephant | - California — Blink-182 - Magma — Gojira - Death of a Bachelor — Panic! at the Disco - Weezer — Weezer |

### Alternativa
Mejor álbum de música alternativa
| Ganador/Receptor        | Nominados |
| ----------------------- | --- |
| Blackstar — David Bowie | - 22, A Million — Bon Iver - The Hope Six Demolition Project — PJ Harvey - Post Pop Depression — Iggy Pop - A Moon Shaped Pool — Radiohead |

### R&B
Mejor interpretación de R&B
| Ganador/Receptor              | Nominados |
| ----------------------------- | --- |
| «Cranes in the Sky» — Solange | - «Turnin' Me Up» — BJ the Chicago Kid - «Permission» — Ro James - «I Do» — Musiq Soulchild - «Needed Me» — Rihanna |

Mejor interpretación de R&B tradicional
| Ganador/Receptor         | Nominados |
| ------------------------ | --- |
| «Angel» — Lalah Hathaway | - «The Three of Me» — William Bell - «Woman's World» — BJ the Chicago Kid - «Sleeping with the One I Love» — Fantasia - «Can't Wait» — Jill Scott |

Mejor canción R&B
| Ganador/Receptor                                                  | Nominados |
| ----------------------------------------------------------------- | --- |
| - «Lake by the Ocean» - Hod David & Musze, compositores (Maxwell) | - «Come and See Me» - J. Brathwaite, Aubrey Graham & Noah Shebib, compositores (PartyNextDoor con Drake) - «Exchange» - Michael Hernandez & Bryson Tiller, compositores Bryson Tiller - «Kiss It Better» - Jeff Bhasker, Robyn Fenty, John-Nathan Glass & Natalia Noemi, compositores (Rihanna) - «Luv» - Magnus August Høiberg, Benjamin Levin & Daystar Peterson, compositores (Tory Lanez) |

Mejor álbum urbano contemporáneo
| Ganador/Receptor   | Nominados                                                                        |
| ------------------ | -------------------------------------------------------------------------------- |
| Lemonade — Beyoncé | - Ology — Gallant - We Are King — KING - Malibu — Anderson Paak - Anti — Rihanna |

Mejor álbum R&B
| Ganador/Receptor                       | Nominados |
| -------------------------------------- | --- |
| «Lalah Hathaway Live» — Lalah Hathaway | - «In My Mind» — BJ the Chicago Kid - «Velvet Portraits» — Terrace Martin - «Healing Season» — Mint Condition - «Smoove Jones» — Mýa |

### Rap
| Ganador/Receptor                                          | Nominados |
| --------------------------------------------------------- | --- |
| «No Problem» – Chance The Rapper con Lil Wayne & 2 Chainz | - «Panda» – Desiigner - «Pop Style» – Drake con The Throne - «All the Way Up» – Fat Joe & Remy Ma con French Montana & Infared - «That Part» – Schoolboy Q con Kanye West |

| Ganador/Receptor        | Nominados |
| ----------------------- | --- |
| «Hotline Bling» – Drake | - «Freedom» – Beyoncé con Kendrick Lamar - «Broccoli» – D.R.A.M. con Lil Yachty - «Ultralight Beam» – Kanye West con Chance The Rapper, Kelly Price, Kirk Franklin & The-Dream - «Famous» – Kanye West con Rihanna |

Mejor canción rap
| Ganador/Receptor                                                         | Nominados |
| ------------------------------------------------------------------------ | --- |
| - «Hotline Bling» - Aubrey Graham & Paul Jefferies, compositores (Drake) | - «All the Way Up» - Joseph Cartagena, Edward Davadi, Shandel Green, Karim Kharbouch, Andre Christopher Lyon, Reminisce Mackie & Marcello Valenzano, compositores (Fat Joe & Remy Ma con French Montana & Infared) - «Famous» - Chancelor Bennett, Ross Birchard, Ernest Brown, Andrew Dawson, Kasseem Dean, Mike Dean, Noah Goldstein, Kejuan Muchita, Patrick Reynolds, Kanye West & Cydel Young, compositores (Kanye West con Rihanna) - «No Problem» - Chancelor Bennett, Dwayne Carter & Tauheed Epps, compositores (Chance The Rapper con Lil Wayne & 2 Chainz) - «Ultralight Beam» - Chancelor Bennett, Kasseem Dean, Mike Dean, Kirk Franklin, Noah Goldstein, Samuel Griesemer, Terius Nash, Jerome Potter, Kelly Price, Nico "Donnie Trumpet" Segal, Derek Watkins, Kanye West & Cydel Young, compositores (Kanye West con Chance The Rapper, Kelly Price, Kirk Franklin & The-Dream) |

Mejor álbum rap
| Ganador/Receptor                  | Nominados |
| --------------------------------- | --- |
| Coloring Book — Chance The Rapper | - and the Anonymous Nobody... – De La Soul - Major Key – DJ Khaled - Views – Drake - Blank Face LP – ScHoolboy Q - The Life of Pablo – Kanye West |

### Country
Mejor interpretación de country solista
| Ganador/Receptor           | Nominados |
| -------------------------- | --- |
| «My Church» – Maren Morris | - «Love Can Go To Hell » – Brandy Clark - «Vice» – Miranda Lambert - «Church Bells» – Carrie Underwood - «Blue Ain't Your Color» – Keith Urban |

| Ganador/Receptor                       | Nominados |
| -------------------------------------- | --- |
| «Jolene» – Pentatonix con Dolly Parton | - «Different for Girls» – Dierks Bentley con Elle King - «21 Summer» – Brothers Osborne - «Setting the World on Fire» – Kenny Chesney & Pink - «Think of You» – Chris Young con Cassadee Pope |

Mejor canción country
| Ganador/Receptor                                              | Nominados |
| ------------------------------------------------------------- | --- |
| - «Humble and Kind» - Lori McKenna, compositores (Tim McGraw) | - «Blue Ain't Your Color» - Clint Lagerberg, Hillary Lindsey & Steven Lee Olsen, compositor (Keith Urban) - «Die a Happy Man» - Sean Douglas, Thomas Rhett & Joe Spargur, compositores (Thomas Rhett) - «My Church» - busbee & Maren Morris, compositor (Maren Morris) - «Vice» - Miranda Lambert, Shane McAnally & Josh Osborne, compositores (Miranda Lambert) |

Mejor álbum country
| Ganador/Receptor                             | Nominados |
| -------------------------------------------- | --- |
| A Sailor's Guide to Earth – Sturgill Simpson | - Big Day in a Small Town – Brandy Clark - Full Circle– Loretta Lynn - Hero – Maren Morris - Ripcord – Keith Urban |

### New age
Mejor álbum new age
| Ganador/Receptor         | Nominados |
| ------------------------ | --- |
| White Sun II – White Sun | - Orogen – John Burke - Dark Sky Island – Enya - Inner Passion – Peter Kater & Tina Guo - Rosetta – Vangelis |

### Jazz
Mejor Interpretación Solista de Jazz instrumental
| Ganador/Receptor                              | Nominados |
| --------------------------------------------- | --- |
| «I’m So Lonesome I Could Cry» – John Scofield | - «Countdown» – Joey Alexander - «In Movement» – Ravi Coltrane - «We See» – Fred Hersch - «I Concentrate On You» – Brad Mehldau |

Mejor Álbum de Jazz Vocal
| Ganador/Receptor                      | Nominados |
| ------------------------------------- | --- |
| Take Me To The Alley – Gregory Porter | - Sound Of Red – René Marie - Upward Spiral – Branford Marsalis Quartet - Harlem On My Mind – Catherine Russell - The Sting Variations – The Tierney Sutton Band |

Mejor Álbum de Jazz Instrumental
| Ganador/Receptor                    | Nominados |
| ----------------------------------- | --- |
| Country For Old Men – John Scofield | - Book Of Intuition – Kenny Barron Trio - Dr. Um – Peter Erskine - Sunday Night At The Vanguard – The Fred Hersch Trio - Nearness – Joshua Redman & Brad Mehldau |

Mejor Álbum de Jazz Conjunto
| Ganador/Receptor                                                    | Nominados |
| ------------------------------------------------------------------- | --- |
| Presidential Suite: Eight Variations On Freedom – Ted Nash Big Band | - Real Enemies – Darcy James Argue's Secret Society - Presents Monk'estra, Vol. 1 – John Beasley - Kaleidoscope Eyes: Music Of The Beatles – John Daversa - All L.A. Band – Bob Mintzer |

Mejor Álbum de Jazz Latino
| Ganador/Receptor                                    | Nominados |
| --------------------------------------------------- | --- |
| Tribute To Irakere: Live In Marciac – Chucho Valdés | - Entre Colegas – Andy González - Madera Latino: A Latin Jazz Perspective On The Music Of Woody Shaw – Brian Lynch & Various Artists - Canto América – Michael Spiro/Wayne Wallace La Orquesta Sinfonietta - 30 – Trio Da Paz |

### Gospel/cristiana contemporánea
Mejor interpretación Gospel
| Ganador/Receptor                                             | Nominados |
| ------------------------------------------------------------ | --- |
| - «God Provides» - Kirk Franklin, compositores (Tamela Mann) | - «It's Alright, It's Ok» - Stanley Brown & Courtney Rumble, compositores (Shirley Caesar con Anthony Hamilton) - «You're Bigger [Live]» - Allundria Carr, compositores (Jekalyn Carr) - «Made A Way [Live]» - Travis Greene, compositores (Travis Greene) - «Better» - Jason Clayborn, Gabriel Hatcher & Hezekiah Walker, compositores (Hezekiah Walker) |

Mejor Interpretación de Música Cristiana Contemporánea
| Ganador/Receptor                            | Nominados |
| ------------------------------------------- | --- |
| Thy Will – Hillary Scott & The Scott Family | - Trust In You – Lauren Daigle - Priceless – For King & Country - King Of The World – Natalie Grant - Chain Breaker – Zach Williams |

Mejor Álbum Gospel
| Ganador/Receptor                   | Nominados |
| ---------------------------------- | --- |
| Losing My Religion – Kirk Franklin | - Listen – Tim Bowman Jr. - Fill This House – Shirley Caesar - A Worshipper's Heart [Live] – Todd Dulaney - Demonstrate [Live] – William Murphy |

Mejor Álbum de Música Cristiana Contemporánea
| Ganador/Receptor                                | Nominados |
| ----------------------------------------------- | --- |
| Love Remains – Hillary Scott & The Scott Family | - Poets & Saints – All Sons & Daughters - American Prodigal – Crowder - Be One – Natalie Grant - Youth Revival [Live] – Hillsong Young & Free |

Mejor Álbum de Raíces Evangélicas
| Ganador/Receptor  | Nominados |
| ----------------- | --- |
| Hymns – Joey+Rory | - Better Together – Gaither Vocal Band - Nature's Symphony In 432 – The Isaacs - Hymns And Songs Of Inspiration – Gordon Mote - God Don't Never Change: The Songs Of Blind Willie Johnson – Various Artists |

### Latina
Mejor Álbum de Pop Latino
| Ganador/Receptor            | Nominados |
| --------------------------- | --- |
| Un besito más – Jesse & Joy | - Ilusión – Gaby Moreno - Similares – Laura Pausini - Seguir Latiendo – Sanalejo - Buena vida – Diego Torres |

Mejor álbum de rock latino, urbano o alternativo
| Ganador/Receptor | Nominados |
| ---------------- | --- |
| ilevitable – ILE | - L.H.O.N. (La Humanidad O Nosotros) – Illya Kuryaki & The Valderamas - Buenaventura – La Santa Cecilia - Los Rakas – Los Rakas - Amor Supremo – Carla Morrison |

Mejor Álbum de Música Regional Mexicana (incluyendo Tejana)
| Ganador/Receptor                                             | Nominados |
| ------------------------------------------------------------ | --- |
| Un Azteca En El Azteca, Vol. 1 (En Vivo) – Vicente Fernández | - Raíces – Banda El Recodo De Cruz Lizárraga - Hecho a Mano – Joss Favela - Generación Maquinaria Est. 2006. – La Maquinaria Norteña - Tributo A Joan Sebastian Y Rigoberto Alfaro – Mariachi Divas De Cindy Shea |

Mejor Álbum Tropical Latino
| Ganador/Receptor                            | Nominados |
| ------------------------------------------- | --- |
| ¿Donde Están? – Jose Lugo & Guasábara Combo | - Conexión – Fonseca - La Fantasia Homenaje A Juan Formell – Formell Y Los Van Van - 35 Aniversario – Grupo Niche - La Sonora Santanera En Su 60 Aniversario – La Sonora Santanera |

### Música americana
Mejor interpretación raíces americanas
| Ganador/Receptor              | Nominados |
| ----------------------------- | --- |
| House Of Mercy – Sarah Jarosz | - Ain't No Man – The Avett Brothers - Mother's Children Have A Hard Time – Blind Boys Of Alabama - Factory Girl – Rhiannon Giddens - Wreck You – Lori McKenna |

Mejor canción raíces americanas
| Ganador/Receptor              | Nominados |
| ----------------------------- | --- |
| Kid Sister – The Time Jumpers | - Alabama At Night – Robbie Fulks - City Lights – Jack White - Gulfstream – Roddie Romero And The Hub City All-Stars - Wreck You – Lori McKenna |

Mejor álbum americo
| Ganador/Receptor                    | Nominados |
| ----------------------------------- | --- |
| This Is Where I Live – William Bell | - True Sadness – The Avett Brothers - The Cedar Creek Sessions – Kris Kristofferson - The Bird & The Rifle – Lori McKenna - Kid Sister – The Time Jumpers |

Mejor álbum bluegrass
| Ganador/Receptor                               | Nominados |
| ---------------------------------------------- | --- |
| Coming Home – O'Connor Band with Mark O'Connor | - Original Traditional – Blue Highway - Burden Bearer – Doyle Lawson & Quicksilver - The Hazel and Alice Sessions – Laurie Lewis & The Right Hands - North by South – Claire Lynch |

Mejor álbum tradicional de blues
| Ganador/Receptor            | Nominados |
| --------------------------- | --- |
| Porcupine Meat – Bobby Rush | - Can't Shake the Feeling – Lurrie Bell - Live at the Greek Theatre – Joe Bonamassa - Blues & Ballads (A Folksinger's Songbook: Volumes I & II) – Luther Dickinson - The Soul of Jimmie Rodgers – Vasti Jackson |

Mejor álbum de blues contemporaneo
| Ganador/Receptor                             | Nominados |
| -------------------------------------------- | --- |
| The Last Days of Oakland – Fantastic Negrito | - Love Wins Again – Janiva Magness - Bloodline – Kenny Neal - Give It Back to You – The Record Company - Everybody Wants a Piece – Joe Louis Walker |

Mejor álbum folk
| Ganador/Receptor            | Nominados |
| --------------------------- | --- |
| Undercurrent – Sarah Jarosz | - Silver Skies Blue – Judy Collins & Ari Hest - Upland Stories – Robbie Fulks - Factory Girl – Rhiannon Giddens - Weighted Mind – Sierra Hull |

| Ganador/Receptor      | Nominados |
| --------------------- | --- |
| E Walea – Kalani Pe'a | - Broken Promised Land – Barry Jean Ancelet & Sam Broussard - It's a Cree Thing – Northern Cree - Gulfstream – Roddie Romero and the Hub City All-Stars - I Wanna Sing Right: Rediscovering Lomax in the Evangeline Country – (Various Artists); Joshua Caffery & Joel Savoy, producers |

### Reggae
Mejor Álbum Reggae
| Ganador/Receptor            | Nominados |
| --------------------------- | --- |
| Ziggy Marley – Ziggy Marley | - Sly & Robbie Presents... Reggae For Her – Devin Di Dakta & J.L - Rose Petals – J Boog - Everlasting – Raging Fyah - Falling Into Place – Rebelution - SOJA: Live in Virginia – SOJA |

### World music
Mejor Álbum de Música Mundial
| Ganador/Receptor                                 | Nominados |
| ------------------------------------------------ | --- |
| Sing Me Home – Yo-Yo Ma & The Silk Road Ensemble | - Destiny – Celtic Woman - Walking In The Footsteps Of Our Fathers – Ladysmith Black Mambazo - Land Of Gold – Anoushka Shankar - Dois Amigos, Um Século De Música: Multishow Live – Caetano Veloso & Gilberto Gil |

### Infantil
| Ganador/Receptor                           | Nominados |
| ------------------------------------------ | --- |
| Infinity Plus One – Secret Agent 23 Skidoo | - Explorer Of The World – Frances England - Novelties – Recess Monkey - Press Play – Brady Rymer And The Little Band That Could - Saddle Up – The Okee Dokee Brothers |

### Hablado
Mejor álbum hablado (Incluye poesía, libros de audio y la narración)
| Ganador/Receptor                                                                               | Nominados |
| ---------------------------------------------------------------------------------------------- | --- |
| In Such Good Company: Eleven Years Of Laughter, Mayhem, And Fun In The Sandbox – Carol Burnett | - The Girl With The Lower Back Tattoo – Amy Schumer - M Train – Patti Smith - Under The Big Black Sun: A Personal History Of L.A. Punk – Varios Artistas - Unfaithful Music & Disappearing Ink – Elvis Costello |

### Comedia
| Ganador/Receptor                     | Nominados |
| ------------------------------------ | --- |
| Talking for Clapping – Patton Oswalt | - ...America...Great... – David Cross - American Myth – Margaret Cho - Boyish Girl Interrupted – Tig Notaro - Live at the Apollo – Amy Schumer |

### Música teatral
| Ganador/Receptor | Nominados |
| --- | --- |
| The Color Purple – Danielle Brooks, Cynthia Erivo & Jennifer Hudson, solistas principales; Stephen Bray, Van Dean, Frank Filipetti, Roy Furman, Joan Raffe, Scott Sanders & Jhett Tolentino, productores; Stephen Bray, Brenda Russell & Allee Willis, compositores/escritores (Nuevo Elenco de Broadway) | - Bright Star – Carmen Cusack, solista principal; Jay Alix, Peter Asher & Una Jackman, productores; Steve Martin, compositor; Edie Brickell, Composritor y escritor (Elenco Original de Broadway) - Fiddler on the Roof – Danny Burstein, solista principal; Louise Gund, David Lai & Ted Sperling, productores; Jerry Bock, compositor; Sheldon Harnick, escritor (Elenco de Broadway 2016) - Kinky Boots – Killian Donnelly & Matt Henry, solistas principales; Sammy James, Jr., Cyndi Lauper, Stephen Oremus & William Wittman, productores; Cyndi Lauper, compository escritor (Elenco Original West End) - Waitress – Jessie Mueller, solista principal; Neal Avron, Sara Bareilles & Nadia DiGiallonardo, productores; Sara Bareilles, compositor y escritor (Elenco Original de Broadway) |

### Composición
Mejor composición instrumental
| Ganador/Receptor                                                | Nominados |
| --------------------------------------------------------------- | --- |
| - Spoken at Midnight - Ted Nash, compositor (Ted Nash Big Band) | - Bridge of Spies (End Title) - Thomas Newman, compositor (Thomas Newman) - The Expensive Train Set (An Epic Sarahnade for Big Band) - Tim Davies, compositor (Tim Davies Big Band) - Flow - Alan Ferber, compositor (Alan Ferber Nonet) - L'Ultima Diligenza Di Red Rock – Verisione Integrale - Ennio Morricone, compositor (Ennio Morricone) |

### Arreglo
Mejor arreglo, instrumental o a capella
| Ganador/Receptor                                        | Nominados |
| ------------------------------------------------------- | --- |
| - You and I - Jacob Collier, arreglista (Jacob Collier) | - Ask Me Now - John Beasley, arreglista (John Beasley) - Good 'Swing' Wenceslas - Sammy Nestico, arreglista (The Count Basie Orchestra) - Linus & Lucy - Christian Jacob, arreglista (The Phil Norman Tentet) - Lucy In The Sky With Diamonds - John Daversa, arreglista (John Daversa) - We Three Kings - Ted Nash, arreglista (Jazz At Lincoln Center Orchestra With Wynton Marsalis) |

Mejor arreglo, instrumental y vocales
| Ganador/Receptor                                          | Nominados |
| --------------------------------------------------------- | --- |
| - Flintstones - Jacob Collier, arreglista (Jacob Collier) | - Do You Hear What I Hear? - Gordon Goodwin, arreglista (Gordon Goodwin's Big Phat Band Featuring Take 6) - Do You Want to Know a Secret - John Daversa, arreglista (John Daversa Featuring Renee Olstead) - The Music - Alan Broadbent, arreglista (Kristin Chenoweth) - Somewhere (Dirty Blvd) (Extended Version) - Billy Childs & Larry Klein, arreglistas (Lang Lang Featuring Lisa Fischer & Jeffrey Wright) |

### Embalaje
Mejor diseño de empaque
| Ganador/Receptor                                                 | Nominados |
| ---------------------------------------------------------------- | --- |
| - Blackstar - Jonathan Barnbrook, director de arte (David Bowie) | - Anti (Deluxe Edition) - Ciarra Pardo & Robyn Fenty, directores de arte (Rihanna) - Human Performance - Andrew Savage, director de arte (Parquet Courts) - Sunset Motel - Sarah Dodds & Shauna Dodds, directores de arte (Reckless Kelly) - 22, A Million - Eric Timothy Carlson, director de arte (Bon Iver) |

| Ganador/Receptor                                                         | Nominados |
| ------------------------------------------------------------------------ | --- |
| - Edith Piaf 1915–2015 - Gérard Lo Monaco, director de arte (Édith Piaf) | - 401 Days - Jonathan Dagan & Mathias Høst Normark, directores de arte (J.Views) - I Like It When You Sleep, For You Are So Beautiful Yet So Unaware Of It - Samuel Burgess-Johnson & Matthew Healy, directores de arte (The 1975) - Paper Wheels (Deluxe Limited Edition) - Matt Taylor, art director (Trey Anastasio) - Tug of War (Deluxe Edition) - Simon Earith & James Musgrave, directores de arte (Paul McCartney) |

### Histórico
Mejor álbum histórico
| Ganador/Receptor | Nominados |
| --- | --- |
| - The Cutting Edge 1965–1966: The Bootleg Series, Vol. 12 (Collector's Edition) - Steve Berkowitz & Jeff Rosen, productores; Mark Wilder, ingeniero maestro (Bob Dylan) | - Music of Morocco from the Library of Congress: Recorded By Paul Bowles, 1959 - April G. Ledbetter, Steven Lance Ledbetter, Bill Nowlin & Philip D. Schuyler, productores; Rick Fisher & Michael Graves, ingenieros maestros (Varios Artistas) - Ork Records: New York, New York - Rob Sevier & Ken Shipley, productores; Jeff Lipton & Maria Rice, ingenieros maestros (Varios Artistas) - Vladimir Horowitz: The Unreleased Live Recordings 1966–1983 - Bernard Horowitz, Andreas K. Meyer & Robert Russ, productores; Andreas K. Meyer & Jeanne Montalvo, ingenieros maestros (Vladimir Horowitz) - Waxing The Gospel: Mass Evangelism & the Phonograph, 1890–1990 - Michael Devecka, Meagan Hennessey & Richard Martin, productores; Michael Devecka, David Giovannoni, Michael Khanchalian & Richard Martin, ingenieros maestros (Varios Artistas) |

### Ingeniería
Mejor diseño de música no clásica
| Ganador/Receptor | Nominados |
| --- | --- |
| - Blackstar - David Bowie, Tom Elmhirst, Kevin Killen & Tony Visconti, ingenieros; Joe LaPorta, ingeniero maestro (David Bowie) | - Are You Serious - Tchad Blake & David Boucher, ingenieros; Bob Ludwig, ingeniero maestro (Andrew Bird) - Dig In Deep - Ryan Freeland, ingeniero; Kim Rosen, ingeniero maestro (Bonnie Raitt) - Hit N Run Phase Two - Booker T., Dylan Dresdow, Chris James, Prince & Justin Stanley, ingenieros; Dylan Dresdow, ingeniero maestro (Prince) - Undercurrent - Shani Gandhi & Gary Paczosa, ingenieros; Paul Blakemore, ingeniero maestro (Sarah Jarosz) |

Mejor diseño de música clásica
| Ganador/Receptor | Nominados |
| --- | --- |
| - The Ghosts of Versailles - Mark Donahue, Fred Vogler & David L Williams, ingenieros (James Conlon, Guanqun Yu, Joshua Guerrero, Patricia Racette, Christopher Maltman, Lucy Schaufer, Lucas Meachem, LA Opera Chorus & Orchestra) | - Dutilleux: Sur La Mêe Accord; Les Citations; Mystère De L'Instant & Timbres, Espace, Mouvement - Alexander Lipay & Dmitriy Lipay, ingenieros (Ludovic Morlot & Seattle Symphony) - Reflections - Morten Lindberg, ingeniero (Øyvind Gimse, Geir Inge Lotsberg & Trondheimsolistene) - Shadow of Sirius - Silas Brown & David Frost, ingenieros; (Silas Brown) - Under Stalin's Shadow – Symphonies Nos. 5, 8 & 9 - Shawn Murphy & Nick Squire, ingenieros; Tim Martyn, mastering engineer (Andris Nelsons & Boston Symphony Orchestra) |

### Productores
Productor del año de música no clásica
| Ganador/Receptor | Nominados                                             |
| ---------------- | ----------------------------------------------------- |
| Greg Kurstin     | - Benny Blanco - Max Martin - Nineteen85 - Ricky Reed |

Productor del año de música clásica
| Ganador/Receptor | Nominados                                                                             |
| ---------------- | ------------------------------------------------------------------------------------- |
| David Frost      | - Blanton Alspaugh - Marina A. Ledin, Victor Ledin - Judith Sherman - Robina G. Young |

### Remezcla
Mejor grabación remezclada no clásica
| Ganador/Receptor                                                       | Nominados |
| ---------------------------------------------------------------------- | --- |
| - Tearing Me Up (RAC Remix) - André Allen Anjos, mezclador (Bob Moses) | - Cali Coast (Psionics Remix) - Josh Williams, mezclador (Soul Pacific) - Heavy Star Movin (staRo Remix) - staRo, mezclador (The Silver Lake Chorus) - Nineteen Hundred and Eighty-Five (Timo Maas & James Teej Remix) - Timo Maas & James Teej, mezcladores (Paul McCartney & Wings) - Only (Kaskade × Lipless Remix) - Kaskade & Lipless, mezcladores (Ry X) - Wide Open (Joe Goddard Remix) - Joe Goddard, mezclador (The Chemical Brothers) álbum con sonido envolvente |

### Sonido envolvente
Mejor álbum con sonido envolvente
| Ganador/Receptor | Nominados |
| --- | --- |
| - Dutilleux: Sur La Mêe Accord; Les Citations; Mystère De L'Instant & Timbres, Espace, Mouvement - Alexander Lipay & Dmitriy Lipay, mezcla de sonido; Dmitriy Lipay, maestro en sonido; Dmitriy Lipay, productor de sonido (Ludovic Morlot & Seattle Symphony) | - Johnson: Considering Matthew Shephard - Brad Michel, mezcla de sonido; Brad Michel, maestro en sonido; Robina G. Young, productor de sonido (Craig Hella Johnson & Conspirare) - Maja S.K. Ratkje: And Sing ... - Morten Lindberg, mezcla de sonido; Morten Lindberg, maestro en sonido; Morten Lindberg, productor de sonido (Maja S.K. Ratkje, Cikada & Oslo Sinfonietta) - Primus & The Chocolate Factory - Les Claypool, mezcla de sonido; Stephen Marcussen, maestro en sonido; Les Claypool, productor de sonido (Primus) - Reflections - Morten Lindberg, mezcla de sonido; Morten Lindberg, maestro en sonido; Morten Lindberg, productor de sonido (Øyvind Gimse, Geir Inge Lotsberg & Trondheimsolistene) |

### Clásica
Mejor interpretación orquestal
| Ganador/Receptor | Nominados |
| --- | --- |
| - Shostakovich: Under Stalin's Shadow – Symphonies Nos. 5, 8 & 9 - Andris Nelsons, conductor (Boston Symphony Orchestra) | - Bates: Works for Orchestra - Michael Tilson Thomas, conductor (San Francisco Symphony) - Ibert: Orchestral Works - Neeme Järvi, conductor (Orchestre de la Suisse Romande) - Prokofiev: Symphony No. 5 In B-Flat Major, Op. 100 - Mariss Jansons, conductor (Royal Concertgebouw Orchestra) - Rouse: Odna Zhizn; Symphonies 3 & 4; Prospero's Rooms - Alan Gilbert, conductor (New York Philharmonic) |

Mejor grabación de opera
| Ganador/Receptor | Nominados |
| --- | --- |
| - Corigliano: The Ghosts of Versailles - James Conlon, conductor; Joshua Guerrero, Christopher Maltman, Lucas Meachem, Patricia Racette, Lucy Schaufer & Guanqun Yu, solistas; Blanton Alspaugh, productor (LA Opera Orchestra; LA Opera Chorus) | - Handel: Giulio Cesare - Giovanni Antonini, conductor; Cecilia Bartoli, Philippe Jaroussky, Andreas Scholl & Anne-Sofie von Otter, solistas; Samuel Theis, productor (Il Giardino Armonico) - Higdon: Cold Mountain - Miguel Harth-Bedoya, conductor; Emily Fons, Nathan Gunn, Isabel Leonard & Jay Hunter Morris, solistas; Elizabeth Ostrow, productor (The Santa Fe Opera Orchestra; Santa Fe Opera Apprentice Program for Singers) - Mozart: Le Nozze De Figaro - Yannick Nézet-Séguin, conductor; Thomas Hampson, Christiane Karg, Luca Pisaroni & Sonya Yoncheva, solistas; Daniel Zalay, productor (Chamber Orchestra of Europe; Vocalensemble Rastatt) - Szymanowski: Król Roger - Antonio Pappano, conductor; Georgia Jarman, Mariusz Kwiecień & Saimir Pirgu, solistas; Jonathan Allen, productor (Orchestra Of The Royal Opera House; Royal Opera Chorus) |

Mejor interpretación coral
| Ganador/Receptor | Nominados |
| --- | --- |
| - Penderecki Conducts Penderecki, Volume 1 - Krzystof Penderecki, conductor; Henryk Wojnarowski, director de coro (Nikolay Didenko, Agnieszka Rehlis & Johanna Rusanen, solistas; Warsaw Philharmonic Orchestra, orquesta; Warsaw Philharmonic Choir, coro) | - Himmelrand - Elisabeth Holte, conductor (Marianne Reidarsdatter Eriksen, Ragnfrid Lie & Matilda Sterby, solistas; Inger-Lise Ulsrud, acompañante; Uranienborg Vokalensemble, coro) - Janáček: Glagolitic Mass - Edward Gardner, conductor; Håkon Matti Skrede, maestro de coro (Susan Bickley, Gábor Bretz, Sara Jakubiak & Stuart Skelton, solistas; Thomas Trotter, acompañante; Bergen Philharmonic Orchestra, orquesta; Bergen Cathedral Choir, Bergen Philharmonic Choir, Choir of Collegium Musicum & Edvard Grieg Kor, coros) - Lloyd: Bonhoeffer - YDonald Nally, conductor (Malavika Godbole, John Grecia, Rebecca Harris & Thomas Mesa, solistas; The Crossing, ensamblaje) - Steinberg: Passion Week - Steven Fox, conductor (The Clarion Choir) |

Mejor interpretación de conjunto pequeño
| Ganador/Receptor                 | Nominados |
| -------------------------------- | --- |
| - Spektral Quartet - Steve Reich | - Fitelberg: Chamber Works - ARC Ensemble - Reflections - Øyvind Gimse, Geir Inge Lotsberg & Trondheimsolistene - Serious Business - Third Coast Percussion - Trios fom Our Homelands - Lincoln Trio |

Mejor solista instrumental clásico
| Ganador/Receptor                                                                                   | Nominados |
| -------------------------------------------------------------------------------------------------- | --- |
| - Daugherty: Tales Of Hemingway - Zuill Bailey; Giancarlo Guerrero, conductor (Nashville Symphony) | - Adams, J.: Scheherazade.2 - Leila Josefowicz; David Robertson, conductor (Chester Englander; St. Louis Symphony) - Dvorák: Violin Concerto & Romance; Suk: Fantasy - Christian Tetzlaff; John Storgårds, conductor (Helsinki Philharmonic Orchestra) - Mozart: Keyboard Music, Vols. 8 & 9 - Kristian Bezuidenhout - 1930's Violin Concertos, Vol. 2 - Gil Shaham; Stéphane Denève, conductor (The Knights & Stuttgart Radio Symphony Orchestra) |

Mejor solista vocal clásico
| Ganador/Receptor                                                    | Nominados |
| ------------------------------------------------------------------- | --- |
| - Schumann & Berg - Dorothea Röschmann; Mitsuko Uchida, acompañista | - Shakespeare Songs - Ian Bostridge; Antonio Pappano, acompañista (Michael Collins, Elizabeth Kenny, Lawrence Power & Adam Walker) - Monteverdi - Magdalena Kožená; Andrea Marcon, conductor (David Feldman, Michael Feyfar, Jakob Pilgram & Luca Tittoto; La Cetra Barockorchester Basel) - Mozart: The Weber Sisters - Sabine Devieilhe; Raphaël Pichon, conductor (Pygmalion) - Verismo - Anna Netrebko; Antonio Pappano, conductor (Yusif Eyvazov; Coro Dell'Accademia Nazionale Di Santa Cecilia; Orchestra Dell'Accademia Nazionale Di Santa Cecilia) |

Mejor compendio musical clásico
| Ganador/Receptor | Nominados |
| --- | --- |
| - Daugherty: Tales of Hemingway; American Gothic; Once Upon a Castle - Giancarlo Guerrero, conductor; Tim Handley, productor | - Gesualdo - Tõnu Kaljuste, conductor; Manfred Eicher, productor - Vaughan Williams: Discoveries - Martyn Brabbins, conductor; Ann McKay, productor - Wolfgang: Passing Through - Judith Farmer & Gernot Wolfgang, productores - Zappa: 200 Motels - The Suites — Esa-Pekka Salonen, conductor; Frank Filipetti & Gail Zappa, productores |

Mejor composición de música clásica contemporánea
| Ganador/Receptor | Nominados |
| --- | --- |
| - Daugherty: Tales of Hemingway - Michael Daugherty, compositor (Zuill Bailey, Giancarlo Guerrero & Nashville Symphony) | - Bates: Anthology of Fantastic Zoology - Mason Bates, compositor (Riccardo Muti & Chicago Symphony Orchestra) - Higdon: Cold Mountain - Jennifer Higdon, compositor; Gene Scheer, librettist - Theofanidis: Bassoon Concerto - Christopher Theofanidis, compositor (Martin Kuuskmann, Barry Jekowsky & Northwest Sinfonia) - Winger: Conversations with Nijinsky - C. F. Kip Winger, compositor (Martin West & San Francisco Ballet Orchestra) |

### Video musical
| Ganador/Receptor | Nominados |
| --- | --- |
| - Formation – Beyoncé - Melina Matsoukas, director; Candice Dragonas, Juliette Larthe, Nathan Scherrer & Inga Veronique, productores | - River – Leon Bridges - Miles Jay, director; Dennis Beier, Allison Kunzman & Saul Levitz, productores - Up & Up – Coldplay - Vania Heymann & Gal Muggia, directores; Candice Dragonas, Juliette Larthe, Nathan Scherrer & Natan Schottenfels, productores - Gosh – Jamie XX - Romain Gavras, director; Iconoclast, productors - Upside Down & Inside Out – OK Go - Damian Kulash Jr. & Trish Sie, directores; Melissa Murphy & John O'Grady, productores |

Mejor video musical de formato largo
| Ganador/Receptor | Nominados |
| --- | --- |
| - The Beatles: Eight Days a Week The Touring Years – (The Beatles) - Ron Howard, director; Brian Grazer, Ron Howard, Scott Pascucci & Nigel Sinclair, productores | - I'll Sleep When I'm Dead – Steve Aoki - Justin Krook, director; Brent Almond, Matt Colon, David Gelb, Ryan Kavanaugh, Michael Theanne, Happy Walters & Matthew Weaver, productores - Lemonade – Beyoncé - Beyoncé Knowles Carter & Kahlil Joseph, directores; Ed Burke, Steve Pamon, Todd Tourso, Dora Melissa Vargas, Erinn Williams & Beyoncé Knowles Carter, productores - The Music of Strangers – Yo-Yo Ma & The Silk Road Ensemble - Morgan Neville, director; Caitrin Rogers, productor - American Saturday Night: Live From The Grand Ole Opry – (Varios Artistas) - George J. Flanigen IV, director; Steve Buchanan, John Burke & Lindsey Clark, Robert Deaton, Pete Fisher & George J. Flanigen IV, productores |

## Artistas con múltiples nominaciones y premios
Se toma como referencia si son o no posibles receptores del premio, y no cuantas veces son mencionados en las especificaciones de cada categoría.
| Nueve: - Beyoncé | Ocho: - Drake - Rihanna - Kanye West | Siete: - Chance the Rapper | Cinco: - Adele - Twenty one pilots | Cuatro: - Justin Bieber - Benny Blanco - David Bowie - Tom Coyne - Mike Dean - Kirk Franklin - Greg Kurstin - Max Martin - Lori McKenna - Maren Morris |

Tres:
- BJ the Chicago Kid
- The Chainsmokers
- John Daversa
- Tom Elmhirst
- Lukas Forchhammer
- Jaycen Joshua
- Morten Lindberg
- Randy Merrill
- Mike Will Made It
- Ted Nash
- Nineteen85
- Antonio Pappano
- Morten Ristorp
- 40
- Shellback
- Sia
- Twenty One Pilots
- Jack White

Dos:
- Blanton Alspaugh
- The Avett Brothers
- Neal Avron
- John Beasley
- William Bell
- Boi-1da
- Julian Burg
- John Burke
- Noel "Gadget" Campbell
- Shirley Caesar
- Brandy Clark
- Jacob Collier
- Diplo
- Kyle Dixon
- The-Dream
- Fat Joe
- Frank Filipetti
- Flume
- Stefan Forrest
- David Frost
- Robbie Fulks
- Chris Gehringer
- Rhiannon Giddens
- Gojira
- Ariana Grande
- Natalie Grant
- Giancarlo Guerrero
- Halsey
- Lalah Hathaway
- Emile Haynie
- Fred Hersch
- Hillary Scott
- Sarah Jarosz
- Dave Kutch
- Kendrick Lamar
- Miranda Lambert
- Alexander Lipay
- Dmitriy Lipay
- Liam Nolan
- Lukas Graham
- Yo-Yo Ma
- Remy Ma
- Manny Marroquin
- Richard Martin
- Brad Mehldau
- French Montana
- Ennio Morricone
- Thomas Newman
- Anderson Paak
- PartyNextDoor
- Alex Pasco
- Pink
- Pluss
- Kelly Price
- Radiohead
- Roddie Romero
- Schoolboy Q
- Amy Schumer
- John Scofield
- Rob Sevier
- Ken Shipley
- Sturgill Simpson
- Skrillex
- Michael Stein
- 2 Chainz
- Keith Urban
- Stuart White
- Robina G. Young

Los siguientes recibieron varios premios:
| Cinco: - Adele | Cuatro: - David Bowie - Greg Kurstin | Tres: - Chance the Rapper - Tom Elmhirst |

Dos:
- Beyoncé
- Julian Burg
- Jacob Collier
- Tom Coyne
- Drake
- Kirk Franklin
- Giancarlo Guerrero
- Lalah Hathaway
- Emile Haynie
- Hillary Scott
- Sarah Jarosz
- Max Martin
- Randy Merrill
- Ted Nash
- John Scofield
- Shellback